# Sci nautico ai Giochi mondiali 2022 - Jump femminile
La gara dello jump femmnile di sci nautico ai Giochi mondiali 2022 si è svolta il 15 e il 16 luglio 2022 a Birmingham.

## Risultati

### Turno preliminare
| Rank | Atleta                 | Nazione     | Risultato | Note |
| ---- | ---------------------- | ----------- | --------- | ---- |
| 1    | Lauren Morgan          | Stati Uniti | 49.8      | Q    |
| 2    | Taryn Grant            | Canada      | 47.7      | Q    |
| 3    | Valentina González     | Cile        | 43.6      | Q    |
| 4    | Aaliyah Yoong Hanifah  | Malaysia    | 41.9      | Q    |
| 5    | Stanislava Prosvietova | Ucraina     | 37.0      | Q    |
| 6    | Alice Bagnoli          | Italia      | 34.2      |      |

### Finale
| Rank | Atleta                 | Nazione     | Risultato | Note |
| ---- | ---------------------- | ----------- | --------- | ---- |
| 1    | Lauren Morgan          | Stati Uniti | 52.7      |      |
| 2    | Taryn Grant            | Canada      | 50.1      |      |
| 3    | Valentina González     | Cile        | 46.6      |      |
| 4    | Stanislava Prosvietova | Ucraina     | 43.0      |      |
| 5    | Aaliyah Yoong Hanifah  | Malaysia    | 41.6      |      |